# Sylvie Blocher
Pour les articles homonymes, voir Blocher.
Sylvie Blocher née en 1953 est une vidéaste française.

## Biographie
Sylvie Blocher est née en 1953 à Morschwiller-le-Bas en Alsace,. Dès son plus jeune âge, elle collectionne  des dispositifs optiques comme des vues stéréoscopiques.
Après une maîtrise d’arts plastiques et d’histoire de l’art à Strasbourg, elle obtient le CAPES d’arts plastiques. Elle enseigne pendant quatre ans à l’Éducation nationale, puis au Théâtre national de Strasbourg et dans l'École supérieure des arts décoratifs de Strasbourg. Elle enseigne ensuite à la Villa Arson à Nice, puis à l’École nationale supérieure d’arts de Paris Cergy, tout en menant une carrière d’artiste internationale,
Elle commence par travailler avec un jeune écrivain, Gérard Haller, avec qui elle produit Spectacles pour rendre la vie présentable, combinaison de performances et de récits. L'un d'entre eux, Nurenberg 87, présenté au Festival d’Avignon en 1987, fait allusion à l’extermination pendant la Seconde Guerre mondiale. Par cette œuvre, elle souhaite mettre en évidence la part inadmissible de la modernité. En 1988, elle est invitée pour la section Aperto (Le Grand Atlas), à la Biennale de Venise.
En 1991, Sylvie Blocher lance le concept ULA (Universal Local Art), à la suite du manifeste Déçue, la mariée se rhabilla qui était une réponse à la Mariée mise à nu par ses célibataires, de Marcel Duchamp. À partir de ce moment, elle commence en 1992 une série de vidéos intitulée Living Pictures. Elle reçoit la médaille d’Or à la Biennale d’Alexandrie en Égypte en 1995. Avec l’architecte-urbaniste François Daune, elle crée, en 1997, Campement Urbain, avec lequel elle travaille sur de nouvelles urbanités. Cette œuvre reçoit, en 2002, le Prix de la Fondation Evens, Art / Community / Collaboration.

Sylvie Blocher se positionne dans un esprit de contestation de la "modernité masculine", elle travaille notamment sur le caractère anti-femme, comme par exemple dans son installation Déçue, la mariée se rhabilla. C'est souvent pour son esprit contestataire qu'elle a vu ses œuvres plus d'une dizaine de fois censurées, à Toronto, à Paris (Texas) et en Chine, ou encore détruite comme son installation à Douala au Cameroun lors du Salon Urbain de Douala. Son œuvre se composait d'une photo d'elle même, de trois mètres de haut, sur laquelle elle porte à bout de bras au-dessus de sa tête une pancarte de carton sur laquelle est inscrit : « Bien que je n’en aie pas le droit, je vous présente mes excuses », évoquant les exactions commises par la France contre les militants indépendantistes. Cette œuvre a été mise à terre par des militants africains. Dans la foule, les spectateurs déploraient qu’on érige œuvres et monuments d’artistes occidentaux, alors que les « vrais héros » historiques camerounais restent dans l’oubli ou peu célébrés, selon leurs commentaires.

## Quelques œuvres
- Pratiques quotidiennes pour rendre la vie présentable, 1987. Vidéos courte où l’artiste est réalisatrice et actrice. Elle fait des gestes concentrés, personnels et affectifs sur l’actualité ou sur des événements de sa vie.
- Living Pictures, 1992. Dans cette installation, elle travaille avec un matériau dangereux, et qui pose comme question la responsabilité esthétique. Elle convoquent des personnes inconnues, ou des personnes rencontrées partout dans le monde. Elle place une caméra frontalement dans un dispositif fermé, puis leur pose tour à tour des questions plus ou moins personnelles. Les personnes deviennent des porteurs de voix, qui parlent sincèrement. Les Living Pictures sont une sorte de gymnastique de l’Altérité[13].
- Rue des Dames, autoportrait, 1992. Dans cette œuvre, elle travaille avec des stéréoscopes en plastique Lestrade et avec des vues stéréoscopiques en couleurs. Dans une de ces vues stéréoscopiques, on peut voir le regard de l’artiste. Un dialogue s’instaure alors entre le regard de l’artiste et le regard du spectateur. Ces visionneuses sont disposées régulièrement au sol et aux murs lors de leur exposition. L’artiste s’était alors beaucoup servi des vues du catalogue mondial de la marque Lestrade, mais également de ses propres images stéréoscopiques.
- Histoire de ma vie, 1994. Sylvie Blocher demande à des personnes rencontrées par hasard, ou des amis, de raconter une histoire banale mais générique qui les touche. Elle enregistre leur voix puis compresse le texte. Elle demande alors à ces personnes d’apprendre par cœur le texte compressé. Ils récitent une seule fois le texte. Sylvie Blocher vient de créer une fausse famille, car le récit de leur vie que les personnes racontent semble dès lors faux.
- Urban Stories, 2003. Urban Stories est un carnet de voyages sous forme de vidéo. Dans cette vidéo, aux formes hybrides, Sylvie Blocher mélange les prises de vues à vif, les espaces urbains qu’elle parcourt, et les actes artistiques qu’elle improvise[7].

## Expositions
- Déçue, la Mariée se rhabilla, Galerie Roger Pailhas, Paris, France, 1991
- Sylvie Blocher, Carré d’Art, Nîmes, France, 1992
- Étang rompu, Centre d’Art Contemporain, Vassivière, France, 1993
- Mise à vue, Abbaye Saint-André, Centre d'art contemporain de Meymac, 1993
- Nous, FRAC, Marseille, France, 1995
- Warum ist Barbie Blond ?, Der Kunstraum, Dusseldorf, Allemagne, 1996
- Le jugement de Pâris, Art & Public, Genève, Suisse, 1997
- Living Pictures / Themselves, York Gallery, Toronto, Canada, 1998
- Are you a Masterpiece?, Exploratorium, San Francisco, États-Unis, 2000
- Three of Us, La Chaufferie, Strasbourg, France, 2001
- Living Pictures and other Human Voices, Casino Luxembourg, Luxembourg, 2003
- La Force de l’Art, Grand Palais, Paris, France, 2006
- Racaille, Galerie LH, Paris, France, 2007
- S’inventer autrement, MUDAM, Luxembourg, 2014-2015[14],[15],[16].